# ビオトープの一覧

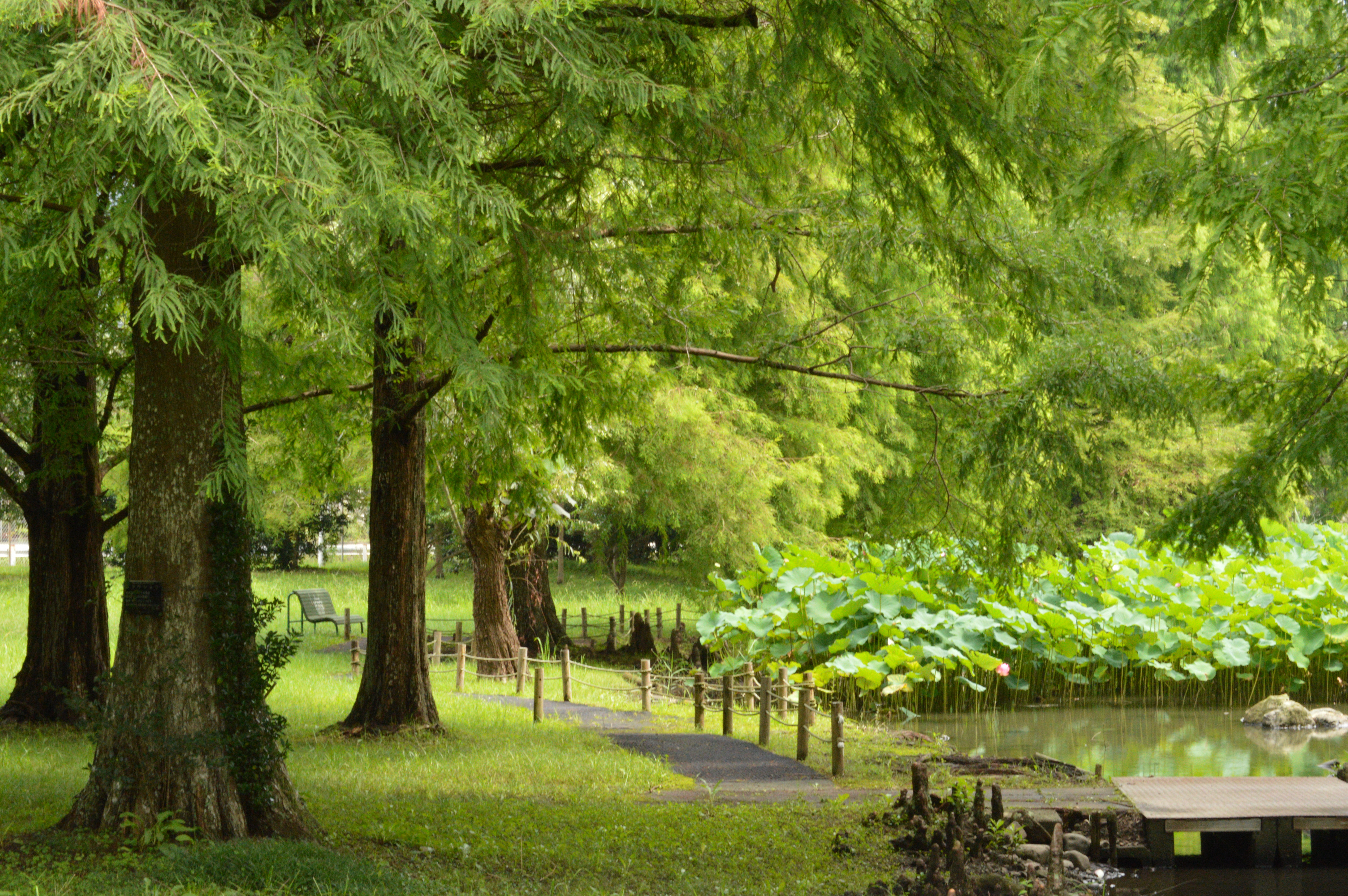
サッポロビール静岡工場のビオトープ園（2020年7月21日、静岡県焼津市）

ビオトープの一覧。ビオトープ（英語：biotope）は生物の生息環境を意味する生物学の用語で生態系（ecosystem）やハビタット（habitat）とほぼ同義的に解される。日本では1990年代から環境共生の理念のもとで、公共事業の多自然型川づくり、ミティゲーション（開発事業による環境に対する影響を軽減するための保全行為）、里山保全活動などのとり組みが全国各地で繰り広げられていった。こうした取り組みの影響で、生物の生息環境を人工的に作り出す、さまざまな取り組み行われるようになった。こうしたビオトープの場合、人工的に形作られた川・水路などの流路形態や人口のため池、学校に設置された生物の観察池などを、より自然に近い形に戻し、それによって多様な自然の生物を復活させるというような、生息環境基盤の修復によって形成された生態系、を意味するようになった。

## ビオトープに利用される要素
- 水辺 ... 近年はエコトーンと呼ばれる積極的に自然環境を保護・保存し、ビオトープのように人工的に回復・復元されるようになっている
- 淵 ...
- ワンド (地形) ...植生が繁殖する場なので河川にビオトープを形成する手段として、人工的に作られるケースも
- 孤立林 ...
- ため池 ... 絶滅危惧種の「アサザ」が見られる。地元ではビオトープとして整備するなど対策がとられている
- ゼニタナゴ ...将来は再び自然繁殖できるよう関係機関や閉鎖ビオトープなどで繁殖が試みられている
- キクモ ... アクアリウムやビオトープ（正確にはビオトープガーデン、ビオガーデン）を作る際に観賞用の水草として用いられる
- キショウブ ... 水辺に生育し美しい花を咲かせる植物のため、ビオトープ創出等のために利用される事があるが、侵略性が高いため使用すべきではない。
- チョウジタデ属 ... 外来種で人工ビオトープを中心に繁殖している事例がある
- アサザ ...ビオトープに植栽されることも多い
- ツルヨシ ...安定させる植物として重要である。多自然型川づくりの護岸やビオトープ施設の構成などにも利用されるが、規模の小さいビオトープ施設では、その繁殖に手を焼く場合も
- ホテイアオイ ...ビオトープ施設でも、環境によい植物とみなして導入されているケースも
- デンジソウ ...水草として栽培されることが多く希少種としてビオトープ施設等では喜ばれる
- ミズオオバコ ... 田んぼを利用した（あるいは模した）ビオトープなどで水田環境の回復を図っている場合、往々にして導入されている
- ヤナギスブタ
- ヒルムシロ ... 水草はビオトープ施設やアクアリウムでの利用が多い
- アオミドロ ... ビオトープに池を建設すると、真っ先に発生
- 水生昆虫 ... 水生カメムシ類など。現在、ビオトープと呼ばれる自然を呼び戻す事業があちこちで進められている
- カワニナ ... 種としてのカワニナは一部地域で食用とされる他、ビオトープなどに持ち込まれることも
- 蛇篭 ... 多様な生物の生息空間、ビオトープ作りに役立っている

## 日本のビオトープ
日本のビオトープでは、日本各地に設置されているビオトープを紹介。
ビオトープの定義にあるとおり、本来は「生物群集の生息空間」を示す言葉で、そうした既存の生息地のひとつを表した用語であるが、日本ではビオトープと銘打って、具体に施設として設置されるケースも実に多く、学校ビオトープのように環境教育の一環で学校などの教育施設に設置される例も多い。
水草栽培地をビオトープという例も見られる他、メダカの項にあるような「ビオトープ池」なる池や、トンボの項にあるような、環境を多くの生物が住めるように整えるという様々な試みで設置した場所をビオトープと呼んでいたり、正確にはビオトープガーデン、ビオガーデンという指摘もされている。
人工的に設置するため日本では、日本の造園に関する資格一覧、日本の環境に関する資格一覧にあるとおりビオトープ管理士（民間資格 日本生態系協会）が開設されている。

### 北海道
- 永山新川 - 人工的な水路であるが、河川管理者の北海道開発局がなるべく自然に近いものにしようとビオトープなどの水辺の環境整備に取り組んでいる

### 岩手県
- 岩手阿部製粉本社工場 - 「パークファクトリー」の一環として敷地内に整備した。地域に開放され、「ビオトープ芽吹き屋」というレストランに隣接する[2]

### 宮城県
- スポパーク松森 - 仙台市のごみ処理施設松森工場が隣接し、その余熱を再利用したビオトープがある

### 福島県
- ムシテックワールド - 屋外にビオトープが整備されている
- 三春ダム - 生態系に配慮した新たな水質浄化手法の研究にも取り組むとともにビオトープや人工浮島も整備されている

### 茨城県
- 豊里の杜 - ビオトープ・フロント街区中に整備されている
- JERA常陸那珂火力発電所 - 敷地内にはビオトープ緑地が整備されている

### 埼玉県
- 三ツ又沼 - 荒川河川敷の開平橋付近にあり、希少な動植物が生息している[3]
- 中落堀川 - 久喜市久喜北にビオトープがある

### 千葉県
- JERA千葉火力発電所 - 自然復元型公園の「ビオトープそが」を同発電所の隣に整備した
- 手賀沼ビオトープ - 手賀沼総合浄化計画の一環として水生植物を利用して水をきれいにするために設置された[4]
- 利根川ゆうゆう公園 - 自然観察ゾーンに、窪地の小丘のビオトープ、流れの草地ビオトープ、流路型ビオトープの3つの異なったビオトープが整備されている。人の立ち入りを制限した保全エリアも設けている[5]

### 東京都
- 吹上御苑 - 昭和天皇が自然のまま残すように希望し、以後手つかずとなった吹上御苑は、植生を形成、さながらビオトープの様になっている
- 江古田の森公園 - ビオトープ池が整備されている。自然保護のために江古田の森公園運営協議会で検討して決めた利用ルールがある[6]
- 桑袋ビオトープ公園 - 元々あった自然を取り戻そうと整備され、環境を整えることで、生物が自然と集まり暮らすことをめざしている[7]
- 六町エコプチテラス事業 - 足立区が区画整理事業用に取得した土地を利用して農園やビオトープを整備した。2006年土地活用モデル大賞土地活用特別賞受賞[8]
- 新宿中央公園 - 園内の片隅に設けられている。高層ビル街から徒歩5分という位置[9]
- 世田谷区 - 区域内を流れる主要河川を暗渠化した後に緑道や親水公園、ビオトープが整備されている
- 日野市 - 市内の用水路が、水環境の保全や防火用水、ヒートアイランド現象の抑制など、都市に潤いを与えるものと見直され、親水公園やビオトープとして、再整備が進められている

### 神奈川県
- 境川遊水地公園 - 遊水地を利用したビオトープで水辺の動植物の観察ができる。一部では化石の採集もできる場所がある（要許可）
- 浮島町公園
- 長井海の手公園 ソレイユの丘 - 「ビオトープの小川」として、渓谷風の自然あふれる清らかなせせらぎが再現されている

### 新潟県
- ベルナティオ - 周辺地域の自然保護のためビオトープを整備している

### 石川県
- いしかわ動物園 - 「エコ」に積極的に取り組み、調整池をできるだけ自然の形に近づけるようビオトープ化を図っている

### 長野県
- 杉の木貯水池 - 東京電力が貯水池周辺を公園として整備し、池内には人工の浮島が浮かべられている

### 岐阜県
- 大安寺川 - 流域の一部沿岸に、大安寺川ホタルの里としてビオトープが整備され、ゲンジボタルの生息地として保護されている
- 鵜沼駅 - 水と緑をイメージし、ロータリーの中央にビオトープ池が設置されている
- ハートピア安八 - 施設の地下水を利用したビオトープが整備されている[10]
- 万場駅 - ホタルが生息するビオトープ水路が整備されている

### 静岡県
- 小笠山総合運動公園 - 自然環境がそのまま維持され、小笠山の自然風景を観察できる
- 静岡ファクトリーパーク - 敷地内の排水がビオトープに使用されている

### 愛知県
- ノリタケの森 - ビオトープを作り、生態系を回復させている
- 浅井山公園 - 岸や人工の浮島に水生植物を植えているビオトープがある
- エコハウス小牧 - プラザハウスの雨水を利用したビオトープが整備されている[11]
- わくわく体験広場 - 施設内には田んぼや畑とともに、ビオトープがある
- あいち海上の森センター ムーアカデミー - 施設の周りの小河川にビオトープを整備し、ホタルの育成などを行っている
- 東邦ガス知多緑浜工場 - 地域の環境保全、生物多様性保全への取り組みの一環として建設時に工場内にビオトープが設置された[12]
- 下山バークパーク - 中に整備されたビオトープは日本ビオトープ協会・第1回自然創出部門受賞
- 東三河ふるさと公園 - 東三河地域の植物をビオトープで紹介する「三河郷土の谷」が設置されている
- 朝倉川 - 日本ホタルの会が協力して川の再生を実現するための指針「朝倉川流域ビジョン」を策定し、蛍の生息地となる「ビオトープ」を設けている
- ビオトープ(出沢銭亀) - 住民が整備するビオトープ 休耕田を活用している。[13]

### 三重県
- 松阪農業公園ベルファーム - 自然と触れ合える自然の3つの池とビオトープが整備されている

### 滋賀県
- 愛荘町立愛知川図書館 -  周囲にはビオトープが設置されている
- 河辺の森駅 - 駅前にビオトープが整備されている

### 京都府
- 井ノ奥公園 - 鳥のさえずりや生き物の観察に適した環境のビオトープ池が整備されている

### 大阪府
- 鴻池水路 - 大阪府と東大阪市による親水事業[14]。元々農業用水路として使われていたが、下水道処理施設としてリニューアルに当り、ビオトープとして整備、国土交通大臣いきいき下水道賞（2004年度）を受賞

### 兵庫県
- キリンビール神戸工場 - カワバタモロコなどの希少種の保護育成に取り組んでいる[15]
- 天満大池公園 - ビオトーププランにより、本来の自然の水辺を復活させる試みが行われている
- なか・やちよの森公園 - 湖畔の広場にビオトープ池が設置されている
- 姫路市立水族館 - 屋上にある旧市民プール跡をビオトープに改修した
- 豊岡市 - 拠点となる一定規模の湿地帯と休耕田等を活用した小規模ビオトープのネットワークで、面的に湿地環境を創出している

### 和歌山県
- 道の駅紀州備長炭記念公園 - ビオトープ施設「水辺の森」がある
- 皆地いきものふれあいの里 - 耕作放棄された水田がふけ田と呼ばれる湿地帯に転じ、水棲生物に富むことで注目され、専門の業者によって自然観察のためのビオトープとしての整備事業が行われた。しかし、これによって豊富な生物相が失われたと批判する声もある。
- 天神崎 - 内陸側の小さな谷にある水田跡の一つは現在では少し掘り下げられて田んぼビオトープ施設として整備されている

### 岡山県
- キリンビール岡山工場 - アユモドキなどの希少種の保護育成に取り組んでいる[15]

### 山口県
- 山口県セミナーパーク - 自然ふれあいゾーン内にビオトープが設置されている

### 福岡県
- 響灘ビオトープ - 北九州市若松区にある廃棄物処分場跡地に自然発生した日本最大級の広さ41haのビオトープ

### 長崎県
- 長崎ペンギン水族館 - 駐車場から水族館までは約250mの遊歩道に雑木林や田などを模したビオトープが整備されている

### 学校のビオトープ例
学校によっては、ビオトープという言葉の代わりに、「ビオランド」という言葉を用いていることもある。ビオランドの名称を使っている学校には、杉並区立第九小学校杉九ビオランド、香川県東かがわ市立相生小学校や東京都武蔵野市立第三小学校、神戸市立雲中小学校、名古屋市立清水小学校　などがある。そのほか、特定非営利活動法人で新潟県東蒲原郡阿賀町中ノ沢の「お山の森の木の学校」でも、ビオランドという言葉を使っている。
- 千葉県立小金高等学校
- 久喜市立本町小学校 …
- 久喜市立久喜北小学校 … 2003年（平成15年）、ビオトープが完成
- 久喜市立久喜小学校 … 2004年（平成16年）、ビオトープが完成
- 久喜市立青葉小学校 … 2005年（平成17年）、ビオトープが完成
- 久喜市立青毛小学校 … 1998年（平成10年）、ビオトープを造成
- 久喜市立太田小学校 …
- 蟹江町立学戸小学校#ビオトープ
- 流山市立西初石小学校 … 2004年（平成16年）に、学校ビオトープ設置
- 神戸市立神の谷小学校 … 2000年、ビオトープ（自然ランド）完成
- 大垣市立小野小学校#ビオトープ整備
- 静岡市立城山中学校 … 1995年（平成7年）、ビオトープ「めだか池」誕生
- 静岡大学教育学部附属島田中学校 … 太陽光発電と風力発電による電気を使った循環式のビオトープが作られている
- 磐田市立向笠小学校 … 全国学校ビオトープ･コンクール 2005年 受賞校
- 静岡県立浜松城北工業高等学校 … 2002年、ビオトープ「城北の森」が完成
- 浜松市立北浜北小学校 … 2004年、ビオトープ完成
- 岬町立深日小学校 … 泉州地域では初めてビオトープが設置された
- 加古川市立別府西小学校 … 中庭にビオトープがある
- 岡崎市立羽根小学校 …
- 大津市立真野中学校 … 2008年、ビオトープ設置
- 沼津市立香貫小学校 … 2004年、体育館裏に、児童の手作りビオトープが完成
- 岡崎市立秦梨小学校 …
- 奈良市立朱雀小学校 … 「教育の森(ビオトープ)」
- 千葉県立千葉中学校・高等学校 … 2003年創立125周年記念、ビオトープ竣工
- 実践学園中学・高等学校 … 屋上に「武蔵野の自然」をテーマにしたビオトープ（実践の森）がある
- 枚方市立招提小学校 … 2002年、ビオトープ完成
- 目黒区立緑ヶ丘小学校 .. 畑のほかにビオトープが
- 各務原市立蘇原第二小学校 … 2008年全国学校ビオトープ・コンクール
- 豊中市立桜井谷東小学校 … 2004年、ビオトープ完成
- 豊中市立千成小学校 … 1992年、ビオトープが完成山池
- 豊中市立第十五中学校 … 2008年、ビオトープ再生事業完成
- 練馬区立大泉小学校 … 近年ビオトープができた
- 川越市立川越西小学校 … 体育館裏にビオトープが設置されている
- 新城市立舟着小学校 … 2000年、「わくわくランド」ビオトープ完成
- 富山市立大広田小学校 … ビオトープも
- さいたま市立土呂中学校 … 学校ビオトープ
- 神戸市立向洋中学校 … 2001年（平成13年）ビオトープ改修完了
- 中野区立若宮小学校 … 校庭脇に池やビオトープがあり多くの生き物を観察することが出来る
- 岩国市立由宇小学校 … 2002年、ビオトープ完成
- 渋川市立渋川南小学校 … 太陽光発電設備やビオトープなど環境教育を考慮した学校施設となっている
- 桐光学園中学校・高等学校
- 昭和女子大学 … 構内のビオトープにはゲンジホタルが生息
- 多治見市立北栄小学校 … 2007年、観察池をビオトープに改修
- 宮崎市立江南小学校 … 2000年（平成12年） 全国学校教育ビオトープコンクール奨励賞受賞
- 姫路市立的形小学校 … 2007年（平成19年）、ビオトープ完成
- 獨協中学校・高等学校 … ビオトープラボが
- 上越教育大学附属中学校 … 敷地内にビオトープ。現在も魚などが住んでいる
- 倉敷市立赤崎小学校 … 2005年（平成17年）、ビオトープ完成
- 姫路短期大学 … 現在では、環境人間学部における研究用のビオトープとして整備されている
- 神戸市立住吉小学校 … 1999年、ビオトープ完成
- 堺市立上神谷小学校 … 2007年、ビオトープが完成
- 東京都立戸山高等学校 … 校舎改築を記念して城北会（同窓会）より寄贈されたビオトープがある
- 四條畷市立田原小学校 … 2002年、ビオトープが完成
- 京都市立勧修小学校 … 2003年（平成15年）、水辺のビオトープを新設
- 草津市立渋川小学校 … 学校ビオトープを2004年に完成。「再生、復元が主目的」を活動テーマに掲げ、地域ぐるみで活動する渋川ビオトープの会がある。[16]

## ドイツのビオトープ
ドイツのビオトープは、ビオトープ作りがすでにドイツ連邦自然保護法という法律によって義務付けられている。1970年代に黒い森が酸性雨の被害を受け、開発優先社会から自然が再生できるよう配慮する運動から、自分たちで森を再生する試みとして市民のあいだから生まれ発展したとされる。
ドイツのビオトープといっても、一つのまとまった森林や岩盤が露出した崖地、極端に乾燥した裸地など、さまざまな環境に存在するものがみられる。 
ベルリンの壁が、緑の帯として最大のビオトープネットワークになっている。それは1989年ベルリンの壁崩壊に至るまで、東西ドイツを分け隔ててきた、長さ1400㎞の境界線沿いの幅50～200mの帯状の地域である。人々が壁に近づくことができなかったため、ここには手つかずの自然が自由に、豊かに繁殖することができた。そのため、多様な生息空間(ビオトープ)が帯状に連なり、付近に散在するビオトープをつなぐ回廊の役割を果たしている。

### 例
- ヤクスト川 ... ドイツ、バーデン＝ヴュルテンベルク州を流れる河川。急斜面のブドウ畑は、近年急速に減少しており、貴重なビオトープが形成されている
- オイテンの泥炭 ...ドイツ連邦共和国ニーダーザクセン州のフェルデン郡に属す単一自治体の町村。採掘が行われていた場所は現在多くのビオトープがある
- ラインガルテンホイヒェルベルクの麓 ... ドイツ連邦共和国バーデン＝ヴュルテンベルク州ハイルブロン郡に属す自治体町村。 近郊のレクリエーション施設、ホイヒェルベルクの麓に2つのアイヒボット湖の周辺地域は、樹木園や遊技広場の他、ビオトープともなっている
- エルゼンフェルト湿地ビオトープ ... ドイツ連邦共和国バイエルン州ミルテンベルク郡に属す市場町。かつての屋外プール施設に、バイエルン州北部最大の多目的ビーチスポーツ施設として2000年にニューアル　湿地ビオトープも形成された
- ジークフリート線#ジークフリート線での自然保護 ...ジークフリート線は1930年代後半にドイツのフランス国境地帯を中心に構築されたドイツの対フランス要塞線
- ヴァインスベルクアルテ・ツィーゲライ ... ドイツ連邦共和国バーデン＝ヴュルテンベルク州ハイルブロン郡に属す小都市。古くから地元にあったレンガ工場をレクリエーション施設（「旧レンガ工場」）として、1990年一般開放。沼のある湿地帯となっている西側の一部は、広いビオトープとしてそのまま保存された
- ブリュール (バーデン) ...ドイツ連邦共和国バーデン＝ヴュルテンベルク州ライン＝ネッカー郡に属する町村。ライン川沿いに広がる、シュヴェツィンガー・リートヴィーゼンやバッコーフェン・リートヴィーゼンは、数多くの様々に異なった特徴を持つビオトープを形作っていることで自然保護の観点から高い環境上の意義をもつ
- エッシェルブロン#カレンベルク採石場 ...エッシェルブロンは、ドイツ連邦共和国バーデン＝ヴュルテンベルク州ライン＝ネッカー郡に属す町村
- ハルトハウゼン・アム・コッハー湿地のビオトープ ...ドイツ連邦共和国バーデン＝ヴュルテンベルク州ハイルブロン郡に属す農業を主産業とする町村。ブフスバッハタールは、ゴホゼンとコッハーシュタインスフェルトの間、直線化されたコッハー川の古い川筋と新しい運河の間の中州にある湿地のビオトープであり、自然文化財となっている
- レグニッツ川 ... ドイツバイエルン州を流れる河川。周辺に湿ったビオトープが形成され、一部の水車はビオトープが保持するために機能している